# Thomas Charles O’Rourke
Thomas Charles „Tom“ O’Rourke (* 24. Dezember 1934 in Detroit) ist ein ehemaliger US-amerikanischer Radrennfahrer.

## Sportliche Laufbahn
O’Rourke war Teilnehmer der Olympischen Sommerspiele 1952 in Helsinki. Er wurde im olympischen Straßenrennen beim Sieg von André Noyelle 36. Die US-amerikanische Mannschaft kam nicht in die Mannschaftswertung. Er startete für den Verein Wolverine Cycling Club.